# Le Coteau
Le Coteau é uma comuna francesa na região administrativa da Auvérnia-Ródano-Alpes, no departamento do Loire. Estende-se por uma área de 4.89 km². Em 2010 a comuna tinha 7 060 habitantes (densidade: 1 443,8 hab./km²).